# المتدرب (فلم 2024)
المتدرب (بالإنجليزية: The Apprentice) فيلم سيرة ذاتية يتناول مسيرة دونالد ترامب المهنية كرجل أعمال في مجال العقارات في مدينة نيويورك في السبعينيات والثمانينيات، بالإضافة إلى علاقته بالمحامي روي كون. الفيلم من إخراج علي عباسي وسيناريو غابرييل شيرمان، وبطولة سيباستيان ستان في دور ترامب، وجيريمي سترونج في دور كون، ومارتن دونوفان في دور والد ترامب فريد، وماريا باكالوفا في دور زوجة ترامب الأولى إيفانا.
تم الإعلان عن الفيلم في مايو 2018، وهو إنتاج مشترك دولي بين كندا والدنمارك وأيرلندا والولايات المتحدة، لكنه ظل راكدًا حتى انضم إليه عباسي وستان وسترونج في عام 2023. بعد العرض الأول في مهرجان كان السينمائي السابع والسبعين في 20 مايو 2024، واجه الفيلم صعوبة في إيجاد توزيع أمريكي بسبب موضوعه ومحاولة فريق ترامب القانوني منع إصداره. اشترت Briarcliff Entertainment الحقوق في النهاية، وأصدرته في دور العرض في 11 أكتوبر 2024. تلقى الفيلم مراجعات إيجابية بشكل عام من النقاد.

## الجوائز والترشيحات
| قائمة الجوائز والترشيحات | قائمة الجوائز والترشيحات | قائمة الجوائز والترشيحات | قائمة الجوائز والترشيحات | قائمة الجوائز والترشيحات |
| الجائزة                  | الفئة                    | المستلم                  | النتيجة                  | م.                       |
| ------------------------ | ------------------------ | ------------------------ | ------------------------ | ------------------------ |
| مهرجان كان السينمائي     | السعفة الذهبية           | المتدرب                  | رُشِّح                      |                          |

## روابط خارجية
- مقالات تستعمل روابط فنية بلا صلة مع ويكي بيانات